# Коберн, Джеймс (политик)
Джеймс Ко́берн (англ. James Cockburn; 13 февраля 1819 года, Англия — 14 августа 1883 года, Оттава, Канада) — канадский политик, первый спикер палаты общин парламента Канады. Является одним из отцов канадской конфедерации — принимал участие в Квебекской конференции, одной из трёх, предваряющих её образование.

## Биография
Джеймс Коберн родился в семье Джеймса Коберна и Сары Тернбулл, имеет шотландские корни. Его родители были пресвитерианцами, хотя сам Коберн до 1860-х годов оставался в англиканской церкви. Он получил начальное образование в родном городе, а продолжил обучение уже в 1832 году в колледже Верхней Канады. Ранее в том же году его родители переехали в Монреаль, Нижняя Канада, где скончался от холеры его отец, а мать отправилась дальше на восток в Йорк (современный Торонто).
В 1841 году Коберн стал изучать законы, а в 1846 вошёл в гильдию. В том же году он переехал в Кобург и основал там практику, однако бизнес был не очень успешен. В дальнейшем Коберн был также агентом страховой компании, и занимался наймом людей для строительства дамбы в регионе. В 1866 году он попытался занять денег под залог земельной собственности, на которую резко упали цены и Коберн стал банкротом.
Несмотря на свою политическую карьеру Коберн так и не поправил финансовое состояние, последние годы своей жизни он провёл в болезни и бедности.

## Политическая карьера
С 1855 года Коберн время от времени был в городском совете Кобурга, а в 1861 выиграл выборы в законодательное собрание Верхней Канады. В 1863 году Коберн выступил с поддержкой Джона Макдональда, став либерал-консерватором до конца карьеры. 30 марта 1864 года Коберн был назначен генеральным защитником. Имея министерский портфель он стал участником Квебекской конференции по объединению Канады, ничем особенным не выделившись на ней.
Коберн попал в первый федеральный парламент Канадской конфедерации, однако портфеля для него не нашлось. В качестве компенсации его выбрали спикером палаты представителей, где критиковался представителями Квебека за незнание французского языка. Политическая карьера Коберна закончилась с падением правительства Макдональда в 1873 году.